# Towson
La census-designated place de Towson (en anglais [ˈtaʊsən]) est le siège du comté de Baltimore, dans l’État du Maryland, aux États-Unis. La localité est située au nord de Baltimore, la plus grande ville de l’État. Sa population s’élevait à 55 197 habitants lors du recensement de 2010. Towson n’est pas incorporée.

## Histoire
Le peuplement de la ville débute aux alentours de 1750, quand les frères William et Thomas Towson, venus de Pennsylvanie, s’y installent pour établir leur ferme. Un petit village du nom de Towsontown commence à croître. En 1790, on y construit la Hampton Mansion, alors la plus grande maison du pays.

## Enseignement
La ville abrite l'université de Towson.

## Personnalités liées à la ville
Les personnes suivantes sont nées à Towson ou y ont résidé :
- Spiro Agnew (né Spiros Anagnostopoulos), vice-président de Richard Nixon jusqu’à sa démission en 1973 ;
- Divine, de son vrai nom Harris Glenn Milstead, acteur ;
- Michael Phelps, nageur.
- Towson a été la dernière résidence de l’artiste Jane Frank.

## Source
- (en) Cet article est partiellement ou en totalité issu de l’article de Wikipédia en anglais intitulé « Towson, Maryland » (voir la liste des auteurs).

1. ↑  National Register of Historic Places - N° 72000569 (consulté le 30 juin 2011)